# Comuna Antoniukî, Mîkolaiivka
Antoniukî (în ucraineană Антонюки) este o comună în raionul Mîkolaiivka, regiunea Odesa, Ucraina, formată din satele Ambariv, Antoniukî (reședința) și Romanivka.

## Demografie
Componența lingvistică a comunei Antoniukî
     Ucraineană (94,27%)
     Rusă (2,93%)
     Română (1,91%)
     Alte limbi (0,38%)
Conform recensământului din 2001, majoritatea populației comunei Antoniukî era vorbitoare de ucraineană (94,27%), existând în minoritate și vorbitori de rusă (2,93%) și română (1,91%).